# Laminacauda expers
Laminacauda expers é uma espécie de aranhas araneomorfas da família Linyphiidae encontrada no Peru.  Esta espécie foi descrita pela primeira vez em 1991, pelo biólogo Millidge.